# Грефенхајнихен
Грефенхајнихен (њем. Gräfenhainichen) град је у њемачкој савезној држави Саксонија-Анхалт. Једно је од 39 општинских средишта округа Витенберг. Према процјени из 2010. у граду је живјело 7.712 становника. Посједује регионалну шифру (AGS) 15091110.

## Географски и демографски подаци
Грефенхајнихен се налази у савезној држави Саксонија-Анхалт у округу Витенберг. Град се налази на надморској висини од 90 метара. Површина општине износи 66,1 km². У самом граду је, према процјени из 2010. године, живјело 7.712 становника. Просјечна густина становништва износи 117 становника/km².

## Међународна сарадња
| Мјесто | Држава    | Врста сарадње | Од    |
| ------ | --------- | ------------- | ----- |
|        | Француска | пријатељство  | 1992. |
| Извор  |           |               |       |